# Stari Đurovac
Stari Đurovac (en serbe cyrillique : Стари Ђуровац) est un village de Serbie situé dans la municipalité de Prokuplje, district de Toplica. Au recensement de 2011, il comptait 8 habitants.
Stari Đurovac est également connu sous le nom de Stari Đurevac.

## Démographie
| 1948 | 1953 | 1961 | 1971 | 1981 | 1991 | 2002 | 2011 |
| ---- | ---- | ---- | ---- | ---- | ---- | ---- | ---- |
| 130  | 139  | 112  | 79   | 49   | 28   | 15   | 8    |

|  |